# 피지어
피지어(피지어: Na Vosa Vakaviti) 또는 동피지어(영어: East Fijian language)는 오스트로네시아어족 말레이폴리네시아어파 동피지어군에 속하는 언어로, 34만 명 이상의 피지인들이 모어로 사용한다. 피지의 2013년 헌법에서는 영어와 힌디어와 더불어 피지어를 공용어로 지정했고, 피지어를 "국어"로 지정하려는 논의가 진행 중이다.
표준 피지어는 동부 피지어의 일종인 바우섬 방언을 기준으로 삼는다. 피지에 거주하는 많은 인도계 및 중국계 주민들은 피진 피지어를 사용한다.
피지어의 어순은 VOS형이다.

## 음운론

### 자음
피지어의 자음 음소 체계는 다음과 같다. 정서법에서 해당하는 글자가 국제음성기호와 다른 경우 각괄호 안에 병기했다.
|        |        | 순음   | 설정음      | 경구개음 | 연구개음 | 성문음  |
| ------ | ------ | ------ | ----------- | -------- | -------- | ------- |
| 비음   | 비음   | m      | n           |          | ŋ <g>    |         |
| 파열음 | 무성   | (p)    | t           |          | k        | (ʔ) <ˈ> |
| 파열음 | 선비음 | ᵐb <b> | ⁿd <d>      |          | ᵑɡ <q>   |         |
| 전동음 | 기본   |        | r           |          |          |         |
| 전동음 | 선비음 |        | ᶯɖʳ <dr>    |          |          |         |
| 마찰음 | 무성   | (f)    | s           |          | (x) <h>  |         |
| 마찰음 | 유성   | β <v>  | ð <c>       |          |          |         |
| 파찰음 | 파찰음 |        | t͡ʃ~ⁿd͡ʒ <j>* |          |          |         |
| 접근음 | 접근음 | w      | l           | j <y>    |          | (h)     |

/p, f, t͡ʃ~ⁿd͡ʒ/는 주로 차용어에만 나타나고, /x~h, ʔ/는 일부 방언에서 쓰인다.
표준 피지어에서는 /t/와 /ⁿd/가 항상 파열음으로 실현되지만, 보우마 방언에서는 모음 /i/ 앞에서 각각 [t͡ʃ]와 [ⁿd͡ʒ]로 파찰음화된다. 한편 차용어를 통해 들어온 파찰음 음소 /t͡ʃ~ⁿd͡ʒ/는 <j>로 표기한다. 보우마 방언에는 표준어의 /k/에 거의 대응하는 성문 파열음도 존재한다. 반모음 /w/는 비원순모음 /a, i, e/ 뒤에서만, /j/는 /a/ 앞에서만 변별적이다.
<dr>로 적는 음소는 선비음화된 전동음 [ⁿᵈ̠r̠] 또는 파열음 [ⁿd̠]으로 실현된다. 치경음인 /ⁿd/와는 후치경음이라는 점에서 구별된다.

### 모음
피지어의 단순모음은 5개가 있고 장단을 구별한다. 피지어 정서법에서는 따로 장모음을 표시하지 않으나, 문법서 등에서는 모음자 위에 수직선을 그어 구분한다. Dixon (1988)에서는 모음자를 두 번 적는 것으로 표기했다. 이중모음에는 하강 이중모음 6개와 상승 이중모음 /i̯u/가 있다.
|        | 전설 | 전설 | 중설 | 중설 | 후설 | 후설 |
| 단     | 장   | 단   | 장   | 단   | 장   |      |
| ------ | ---- | ---- | ---- | ---- | ---- | ---- |
| 고모음 | i    | iː   |      |      | u    | uː   |
| 중모음 | e    | eː   |      |      | o    | oː   |
| 저모음 |      |      | a    | aː   |      |      |

|          |     | 뒷부분 | 뒷부분 |
| /i/      | /u/ |        |        |
| -------- | --- | ------ | ------ |
| 앞 부 분 | /e/ | ei̯     | eu̯     |
| 앞 부 분 | /o/ | oi̯     | ou̯     |
| 앞 부 분 | /a/ | ai̯     | au̯     |

### 음소배열론
피지어의 음절 구조는 (C)V이다. /uo, oe, eo, ie/ 연쇄는 나타나지 않으며, /ae/는 감탄사로만 쓰인다. 이중모음을 제외한 나머지 모음 연쇄는 두 음절로 발음된다.

### 운율론
피지어의 강세는 변별적이지 않은 음조 액센트이다. 강세 규칙에는 모라가 관여한다. 단순모음은 1모라, 이중모음과 장모음은 2모라로 취급하며, 주 강세는 끝에서부터 두 번째 모라가 속한 음절에 오고, 부 강세는 끝에서부터 네 번째 및 여섯 번째 모라가 속한 음절에 온다. 따라서 이중모음과 장모음은 항상 강세를 받는다. rábe '발차기하다' → rabé-ta '차다'와 같이 접미사가 붙으면 강세도 규칙에 맞게 이동한다.
기본 억양 패턴에는 세 가지가 있다. 평서문, 명령문, 설명의문문에서는 절의 마지막 강세 음절에서 음조가 하강한다. 판정의문문은 억양으로만 구별되며, 마지막 강세 음절의 바로 앞 음절에서 음조가 급격하게 상승했다가 이후 음절에서 약간 하강한다. 문장이 끝나지 않은 경우 절의 마지막 두 모라가 평탄조 혹은 약한 상승조로 발음된다.

### 통시적 변화
보우마 방언에서는 기능어 어두의 /n/이 탈락하거나 /w/로 바뀌기도 했다.